# Epiphragma hebridense
Epiphragma hebridense är en tvåvingeart som beskrevs av Alexander 1924. Epiphragma hebridense ingår i släktet Epiphragma och familjen småharkrankar.
Artens utbredningsområde är Vanuatu. Inga underarter finns listade i Catalogue of Life.